# فيفيان صنصور
فيفيان صنصور (1978-) فنانة بصرية فلسطينية وكاتبة ومصورة تعيش في مدينة بيت جالا. نالت درجة الدكتوراه من كلية العلوم الزراعية والحياتية بجامعة ولاية كارولينا الشمالية. أسست مكتبة البذور التراثية الفلسطينية عام 2015، يربط عملها الدولي بين الفن والنشاط السياسي وعلم النبات والحفاظ على البيئة. تناولت بي بي سي أعمالها وشملت معارض وفعاليات في متحف فيكتوريا وألبرت (المملكة المتحدة)، وبينالي شيكاغو للهندسة المعمارية، وبينالي البندقية.
قضت صنصور طفولتها بين الولايات المتحدة وبيت جالا في الضفة الغربية، حيث وُلد إهتمامها بالتنوع البيولوجي. وفي عامي 2021 و2022، ساهمت ببحث في مجال النزاع والسلام في جامعة هارفارد، وهي زميلة فنية متميزة في قسم العلوم الإنسانية التجريبية في كلية بارد. عملت مع المزارعين في الحقول لمدة ست سنوات، خلال هذه الفترة دونت قصصهم ونشرتها حول العالم. وصدر لها كتاب الفلاحون الفلسطينيون عن الشبكة الفلسطينية للسياسات عام 2014.

## مشاريع رئيسية
- المكتبة الفلسطينية للبذور البلدية (2014–مستمرة): تحافظ على تنوع البذور التراثية والمهددة بالإنقراض وتعززها، بالإضافة إلى الممارسات الزراعية الفلسطينية التقليدية. يتم أيضاً الحفاظ على القصص الثقافية والهويات المرتبطة بها ومشاركتها من خلال هذه الأساليب.[2]
- المطبخ المتنقل (2018): هو امتداد للمكتبة الفلسطينية للبذور البلدية، وأنشئ بالتعاون مع عايد عرفة. يُمثل هذا العمل الفني مطبخًا متحركًا في الجزء الخلفي من السيارة، ويتيح فتح نقاشات حول البيئة الزراعية، والتراث الغذائي، والعلاقات بين الحقول والمطابخ.[3]
- زريعة: حول عمل وإرث إيسيا ليفي، لندن عام 2019. حيث كان إيسيا ليفي ناشطًا بريطانيًا في مجال الحفاظ على البذور، حيث أسس مشروعًا لتبادل البذور التي توزع بذورًا عضوية حول العالم. عملت صنصور معه خلال إقامتها في مؤسسة ديلفينا في لندن في عام 2019، ضمن موسم "سياسات الغذاء" الخاص بهم، وابتكرت فيلمًا عن أعماله.[6]